# Hypothyris meternis
Hypothyris meternis är en fjärilsart som beskrevs av Prittwitz 1867. Hypothyris meternis ingår i släktet Hypothyris och familjen praktfjärilar. Inga underarter finns listade i Catalogue of Life.